# تلغرام
تيليجرام أو تلغرام (بالإنجليزية: Telegram) هو تطبيق للتراسل الفوري مجانيّ ومفتوح المصدر جزئيًا ومتعدد المنصات ويُركز على الناحية الأمنية. مستخدمو تيليجرام يستطيعون تبادل الرسائل بإمكانية تشفير عالية بما في ذلك الصور والفيديوهات والوثائق حيثُ يدعم كافّة الملفات. بدأ في عام 2013 كتطبيق صغير يركز على المراسلة الآمنة وتطور منذ ذلك الحين إلى منصة تضم أكثر من 500 مليون مستخدم. يُعد تيليجرام الآن ضمن قائمة أكثر 10 تطبيقات يتم تنزيلها واستخدامها حول العالم للبقاء على اتصال مع الأصدقاء. تيليجرام متوفر رسميًا على أندرويد وآي أو إس (بما في ذلك الأجهزة اللوحية والأجهزة التي لا تدعم واي-فاي)، بالإضافة لذلك فهناك برمجيات تيليجرام غير رسمية من مطورين مستقلين لأنظمة التشغيل الأخرى مثل: ويندوز، ويندوز فون، ماكنتوش، لينكس كما تُقدم الخدمة واجهات برمجة تطبيقات للمطورين المستقلين. أعلنَ تيليجرام في شهر مارس من عام 2018 عن وصول عدد مستخدمي الخدمة النشطين إلى 200 مليون شخص شهريًا. ووِفقًا للرئيس التنفيذيّ للشركة فقد كانت نسبة النمو السنوي لتليجرام اعتبارًا من أبريل 2017 أعلى من 50%.
يعودُ تأسيس تيليجرام إلى عام 2013 على يد الأخوين نيكولاي وبافيل دروف مؤسّسا موقع فكونتاكتي (أكبر شبكة اجتماعية روسية)، وقد نجحا في إطلاق برنامج تيليجرام ثمّ سجّلاهُ كمنظمة مستقلة تتخذُ من العاصِمة الألمانيّة برلين مقرًا لها.
صَمَّم نيكولاي بروتوكولاً خاصاً للتطبيق يدعى MTProto، في حين قَدَّم بافيل دروف الدعم المالي والهيكلي الأساسي للمشروع، ويقوم تيليجرام بنفس الوظائف التي تقوم بها برامج التراسل الأخرى كـ: واتس آب، لاين، فايبر، تانغو.
لاقى النموذج الأمني الذي تعتمدهُ تيليجرام نقدًا بارزًا من قبلِ عدد من خبراء علم التعمية، حيث انتقدوا النموذج الأمني العام لقيامه بتخزين جميع بيانات الاتصال والرسائل والوسائط مع بعضها البعض مرفقةً بمفاتيح فك تشفيرها على خوادم الشركة بصورة مفترضة وليس عبر التفعيل الافتراضي لنظام التشفير حتى النهاية الخاص بالرسائل. فيما يفسر بافيل دوروف السبب في أن هذا يساعد على تفادي قيام أطراف ثالثة بعمليات نسخ احتياطي غير آمنة، ويُمكّن المستخدمين من فتح الرسائل والملفات من على أي جهاز كان. كما انتقد خبراء علم التعمية أو التشفير لجوء تيليجرام إلى استعمال بروتوكول تشفيرٍ خاصٍ لم يثبت مدى أمانه وموثيقته.
تعرّض تيليجرام في بعض البلدان للرقابة مثل حجبهِ في روسيا وكذا في إيران أو حتى الحجب على ضوء الاتهامات التي واجهها التطبيق بمساعدته على تسهيل حصول أنشطة مخالفة للقانون مثل الإرهاب بالإضافة إلى الطلب المتناقص لتسهيل وصول الحكومة إلى بيانات الأفراد واتصالاتهم ومعلوماتهم الشخصية.

## التاريخ

### تطوير
أُعلنَ عن إطلاق تيليجرام في عام 2013 من قبلِ الأخوين نيكولاف وبافيل دوروف. في السابق؛ أسّسَ الثنائي شبكة اجتماعية روسيّة عُرفت باسمِ فكونتاكتي لكنّهما تخليا عنْها بعدما سيطرت عليها شركة ميل.آر يو. في وقتٍ لاحق أنشأَ نيكولاي دوروف بروتوكول إم تي بروتو (بالإنجليزية: MTProto) الذي يُعدّ أساسًا للمراسلة في حين قدّم شقيقهُ بافيل الدعم المالي من خلال «صندوق الحصن الرقمي» مع شريكه أكسل نيف الذي انضم كمؤسّسٍ مُشاركٍ فيما بعد. عملَ الشقيقان الروسيانِ على إطلاق برنامج تيليجرام على ألّا يكونَ الهدف منهُ ربحيًا؛ وبالرغمِ من ذلك فهو غيرُ مسجّلٍ كمنظمة غير ربحية.
تمّ تسجيل تيليجرام كشركة تضامنية محدودة المسؤولية؛ وبناءً عليهِ فهيَ لا تكشفُ عن المكان الذي تستأجر فيه المكاتب أو الكيانات القانونية التي تستخدمها لاستئجارها مشيرةً إلى الحاجة إلى حماية الفريق القائِم على البرنامج ممّا تصفهُ «بالتأثير غير الضروري» فضلًا عن حماية المستخدمين من الطلبات الحكومية. خِلال لقاءٍ صحفي؛ قالَ بافيل دوروف أنّ الشركة كانت تتخذُ من برلين مقرًا لها في الفترة المُمتدة من عام 2014 حتى 2015 لكنها انتقلت إلى ولايات أخرى بعد فشلِ الإدارة في الحصولِ على تصاريح إقامة لجميع أعضاء الفريق. بشكلٍ عام فإنّ المعلومات حول مقرّ الشركة تبقى مجهولة برغبةٍ من مجلس الإدارة ونفس الأمر بالنسبة لدوروف الذي غادرَ روسيا منذ مدة ويُقال إنه ينتقّل من بلدٍ إلى آخر مع مجموعة صغيرة من مبرمجي الكمبيوتر الذين يتألفون من 15 عضوًا أساسيًا. وفقًا لبعضِ التقارير الصحفية فإنّ موظفي تيليجرام كانوا في سانت بطرسبرغ، في حينِ يوجدُ فريقٌ آخر في مدينة دبي.
لم يقم تيليجرام بأي حملات دعائية قط بل أن جميع المستخدمين قد انضموا للتطبيق بناءً على توصياتٍ من أشخاصٍ يثقون بهم. الالتزام بالمبادئ والميزات القوية تتحدث عن نفسها، واستمع الملايين منكم. نحن سمعناكم أيضًا وسنستمر بتطوير تيليجرام وإضافة الميزات التي تجعله أكثر من مجرد تطبيق مراسلة.

### أعداد المستخدمين
بحلول شهرِ أكتوبر من عام 2013؛ كان لدى تيليجرام حوالي 100.000 مُستخدم نشط يوميًا، وفي 24 آذار/مارس 2014 أعلنت تيليجرام أنها وصلت إلى 35 مليون مستخدم نشط شهريًا و15 مليون مستخدم نشِط يوميًا. في أكتوبر من نفسِ العام؛ دفعت خطط المراقبة الحكومية الكورية الجنوبية بشكلٍ غير مباشر العديد من مواطنيها إلى التحول إلى برنامج تيليجرام ما ساعدَ في ارتفاعِ عدد مستخدميه. وفي كانون الثاني/ديسمبر من نفسِ العام أيضًا أعلنت تيليجرام أن لديها 50 مليون مستخدم نشط يرسلون ما يزيد عن المليار رسالة بشكلٍ يومي فضلًا عن انضمام مليون مستخدم بشكل أسبوعي لشبكة تيليجرام. تضاعفت حركة نقل البيانات داخل البرنامج في حدود خمسة أشهر حيثُ صارَ مستخدمي البرنامج يتبادلون ما مجموعه 2 مليار رسالة بشكلٍ يومي. في سبتمبر من عام 2015؛ أعلنَ تيليجرام عن ضمّه لـ 60 مليون مستخدم نشط يتبادلونَ 12 مليار رسالة يوميًا بدل الواحد مليار التي سُجّلت قبل أقل من عامٍ واحدٍ. بحلول شباط/فبراير 2016؛ صار للتطبيق أو البرنامج 100 مليون مستخدم نشط شهريًا مع اشتراكِ 350.000 مستخدم جديد يوميًا كما وصلَ لحاجزِ 15 مليار رسالة يوميًا. وفي كانون الثاني/ديسمبر 2017 وصل عددُ مستخدمي الخِدمة إلى 180 مليون مستخدم نشط شهريًا، ثمّ ارتفعَ في آذار/مارس 2018 إلى 200 مليون مستخدم نشط شهريًا. في 14 آذار/مارس 2019؛ قالَ بافيل دوروف أن «3 ملايين مستخدم جديد اشتركوا في تيليجرام خلال 24 ساعة فقط.» ولم يُحدّد سبب هذا «الطوفان من الاشتراكات الجديدة» ولكنّ الفترة تزامنت مع انقطاع فني طويل الأمد واجههُ فيسبوك ومجموعة تطبيقاته بما فيها إنستغرام.
وفقاً لهيئة الأوراق المالية والبورصات الأمريكية، بلغ عدد مستخدمي التيليجرام شهرياً في أكتوبر 2019 300 مليون شخص حول العالم.
في 24 أبريل، 2020، أعلن تيليجرام أنه وصل إلى 400 مليون مستخدم نشط شهرياً.

## المُميّزات

### إذا هذا فهذا (إيفت)
بإمكان المستخدمين استخدام خدمات إنترنت الأشياء من خلال استخدام إيفت الذي دخل حيز التنفيذ في تيليجرام.

### الاستعراض الفوري 2.0
الاستعراض الفوري هي طريقة لمشاهدة صفحات الويب وتحميلها بدون استغراق أي وقت، من خلال الاستعراض الفوري، يستطيع مستخدموا تيليجرام قراءة المقالة من وسائل الإعلام أو المدونات في طريقة متجانسة وسهلة القراءة. تدعم صفحات الاستعراض الفوري النصوص والوسائط من أي نوع كانت وتعمل على المواقع الأصلية التي حتى لا تدعم تصميم الهواتف المحمولة. بالإضافة إلى هذه، تعد صفحات الاستعراض الفورية خفيفة جداً وتخزن الكاش في سيرفرات تيليجرام، لذلك يستطيع المستخدم تحميلها ومشاهدتها بسرعة حتى لو كان اتصاله بطيء، في داخل تيليجرام.

### تيليجراف

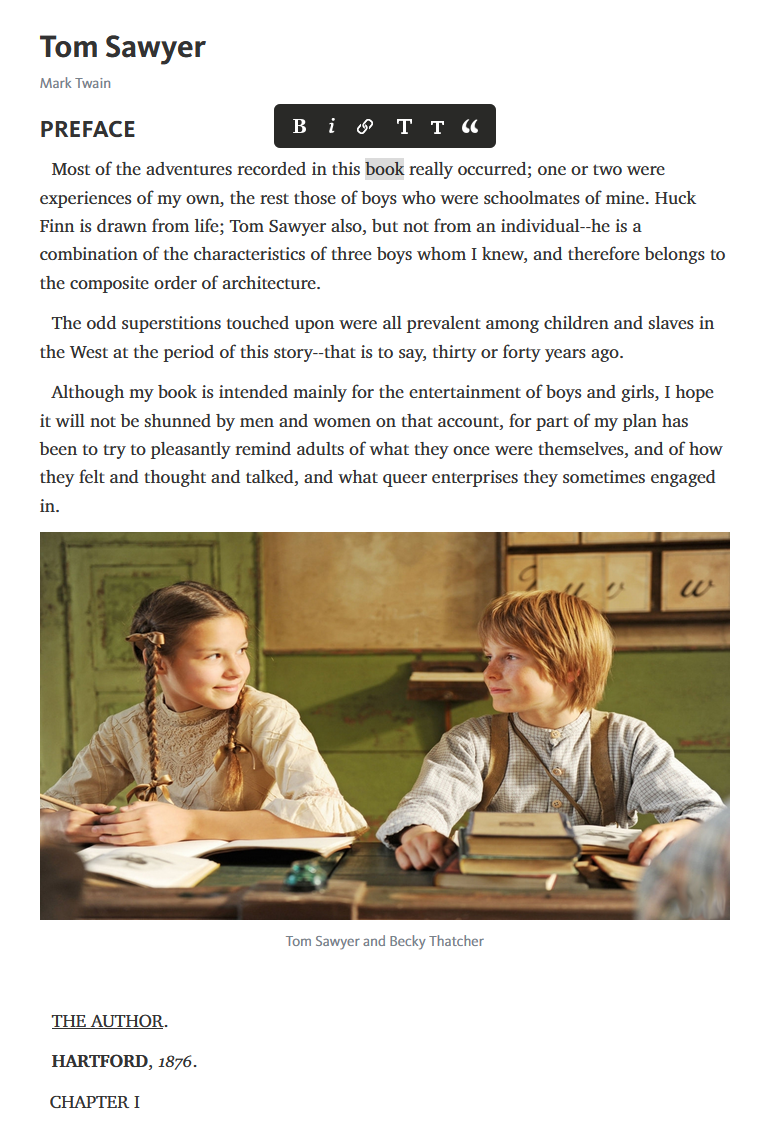
مقالة تيليجراف

هي أداة نشر تستخدم لإنشاء منشورات غنية، مع صور ووسائط مضمنة.
صمم تيليجراف بطريقة مبسطة، لا تحتوي صفحات المقالة على أي ضوابط. كل مقالة على الموقع مُنفصلة، ولا يوجد امكانية دمج المقالات إلى مجموعات، أو تقسيمها بشكل هرمي تراتيبي. ويحدد المؤلف لكل مقالة عنوان، وعنوان فرعي بشكل اختياري، وغالباً ما يضع فيه اسم المؤلف، بالإضافة إلى ذلك، يتضمن عنوان المقالة بعد النشر تاريخ إنشائها، والذي لا يستطيع المؤلف تغييره أو تعديله، أو التأثير عليه.
تعد خيارات تنسيق النص هي الأخرى قليلة: مستويان من العناوين، مستوى واحد من القوائم، وبإمكانك تثخين الخط، جعله مائلاً، وبإمكانك وضع الاقتباسات، وكذلك الروابط التشعبي
عندما تُنشر المقالة لأول مرة، يتم توليد رابط لها بشكل تلقائي يتضمن عنونها، ويتم ترجمة الأحرف غير اللاتينية، وتستبدل المسافات بالشارحة، ويُضاف تاريخ النشر إلى العنوان.. على سبيل المثال، مقالة بعنوان "Telegraph (blog platform)" نُشرت بتاريخ 17 نوفمبر، سيكون رابطها كالأتي /Telegraph-blog-platform-11-17.

### الحِساب

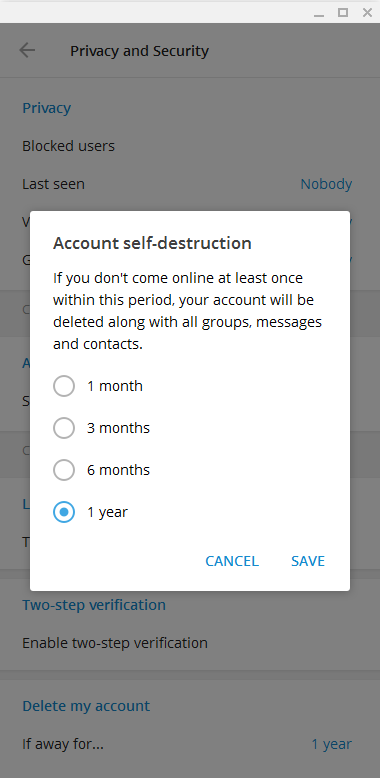
خاصيّة التدمير الذاتي للحساب في حالة ما لم ينشط المستخدم حسب المدة التي يُحدّدها هو

ترتبطُ حسابات تيليجرام بأرقام الهواتفِ ويتم التحقق منها عن طريق خدمة الرسالة القصيرة أو المكالمات الهاتفية. يمكن للمستخدمين فتحُ حسابهم على أجهزة متعددة واستقبال الرسائل على كل جهاز كما يُمكن إزالة الأجهزة المفتوحِ فيها الحساب بشكل فردي أو يمكن إزالتها جميعًا مرة واحدة. ليسَ هذا فقط؛ بل يُتيح تيليجرام تغيير الرقم المرتبط بالحساب في أيّ وقت وعند القيام بذلك سيتمّ نقلُ جهات اتصال المستخدم للرقم الجديدِ تلقائيًا. بالإضافة إلى ذلك يمكن للمستخدم إعداد اسم مستعار يتيح لهُ إرسال واستقبال الرسائل دون الكشف عن رقم هاتفه. من جهة أخرى يمكن حذفُ حسابات تيليجرام في أي وقت ويتم حذفها تلقائيًا بعد ستة أشهر من عدم النشاط افتراضيًا والتي يمكن تغييرها اختياريًا إلى شهر واحد أو 12 شهرًا كما يمكن للمستخدمين استبدال عبارة تاريخ نشاطهم أو تغييرها في أيّ وقتٍ كان.
يَعتمدُ تيليجرام على طريقة مصادقة افتراضية تقومُ على تسجيل الدخول بشكلٍ أحادي من خلالِ الاستنادِ إلى خِدمة الرسائل القصيرة، وبالتالي فكلّ ما هو مطلوب من أجل تسجيل الدخول إلى الحساب والوصول إلى الرسائل هوَ رمز مرور يُرسل مرّة واحدة عبر رسالة قصيرة إلى رقم هاتف المستخدم. لم تكن هذهِ الطريقة فعّالة بدرجة كبيرة حيثُ تُشير الكثير من المصادر إلى أنّ دول بعينها وعلى رأسها إيران وروسيا وألمانيا قد اعترضوا هذهِ الرسائل القصيرة بالتنسيق مع الشركات المزوّدة لهذهِ الخدمة. في هذا السياق ينصحُ بافيل دوروف مستخدمي تيليجرام القاطنين في مثل هذهِ البلدان بتفعيلِ المصادقة الثنائية من خلال إنشاء كلمات مرور وهو ما يسمح به تيليجرام في حالة ما طلبهُ المستخدم.

### الرسائل
على عكسِ تطبيق واتساب مثلًا فإنّ الرسائل في تيليجرام يُمكن الوصول لها من على أيّ من الأجهزة المتصلة للمستخدم الذي يُمكنه مشاركة الصور ومقاطع الفيديو والرسائل الصوتية والملفات الأخرى التي قد يصلُ حجمها إلى 2 جيجابايت لكل ملف كما يمكن للمستخدمين إرسال رسائل إلى مستخدمين آخرين بشكل فردي أو إلى مجموعات تصل إلى 200.000 عضو. يُمكن تحرير الرسائل المرسَلة وحذفها من كلا الجانبين في غضون 48 ساعة بعد إرسالها ما يمنحُ المستخدم القدرة على تصحيح الأخطاء المطبعية وسحب الرسائل التي تم إرسالها عن طريق الخطأ. على المستوى التقني؛ يتمّ تشفير الرسائل بالرغمِ من وجودها على خوادم البرنامج من خِلال الاعتمادِ على بروتوكول إم تي بروتو. وفقًا لسياسة الخصوصية في تيليجرام فإنّه يتم تخزين جميع البيانات بشكلٍ مشفر كما يتم تخزين مفاتيح التشفير في مناطق مختلفة يصعبُ الوصول لها فضلًا عن قطعها الطريق أمامَ المندسين أو المتسللين وتمنعهم بشكلٍ كلي منَ الوصول إلى هذهِ البيانات. هذا التشفير المُتبع في هذهِ الخدمة يجعلُ أمان الرسائل مشابهًا تقريبًا لأمن البريد الإلكتروني الذي يقومُ على تشفير خادم العميل أيضًا ولكن عادةً ما يكون ذلك باستخدام بروتوكول طبقة المقابس الآمنة.
تعد قاعدة الرسائل المحلية لتيليجرام غير مُشفرة بشكل افتراضي، يسمح بعض عملاء تيليجرام المستخدمين بتشفير قاعدة ملفاتهم المحلية من خلال وضع عبارة مرور.

### روبوت الدردشة
في حزيران/يونيو 2015 أطلقت تيليجرام منصّة لمطوري الطرف الثالث لإنشاءِ وتطويرِ روبوتات الدردشة. بشكلٍ عام فإنّ الروبوتات عبارة عن حسابات تيليجرام مدارة بشكلٍ آلي عبرَ برنامجٍ مُعيّن ويمكنها الرد على الرسائل أو الإشارات كما يمكنها – أي الروبوتات – الانضمامَ إلى مجموعات مُعيِنة أو الاندماج مع روبوتات دردشة أخرى. أفاد موقع الويب الهولندي تويكرز (بالإنجليزية: Tweakers) أنّ روبوتات الدردشة يمكنها قراءة الرسائل في حالة ما تمّت برمجتها على ذلك في حين أشارت تيليجرام إلى أنها تفكر في تطبيق ميزة من شأنها أن تُغيّر الحالة المستخدم داخل المجموعة. من ناحيّة أخرى هناكَ روبوتات مُضمّنة يمكن استخدامها من قِبل أيّ مستخدمٍ كان من خلال طلب المستخدم ذلك عبرَ كتابة اسم البوت وفحوى الردود التي سيقدّمها بعدَ كل رسالة تصلُ له.

### الدفع من خلال روبوتات
بإمكان روبوت القيام بالمعاملات المالية، والتحويلات المالية، من خلال الخدمات المدعومة، وهي كل من: بايمنت وول، ياندكس. موني، سترايب، رايف باي، رازو باي، وكيوي، للعديد من البلدان المختلفة.

### روبوتات ألعاب تيليجرام
لدى تيليجرام منصة ألعاب تفاعلية جماعية داخل تطبيق الدردشة، إذ يمكنك اللعب مع أصدقائك والآخرين بدون مغادرة التطبيق، وبإمكان المطورين تصميم ألعاب متكاملة بالرسوميات والصوت بالاعتماد على HTML5 وتكون جزء من تطبيق تيليجرام. وهناك العديد من الألعاب مثل التحديات الرياضية وكرة القدم، والمنصة مفتوحة أمام المطورين لتطوير المزيد من الألعاب الشيقة. وبإمكانك تحدي اصدقائك واللعب معهم من خلال مشاركة اللعبة وإياهم.

### القنوات
يوفّر تيليجرام للمستخدمين إمكانيّة فتحِ قناة على الشبكة يتحكمُ بها المشرف حيثُ يستطيع نشر الرسائل للمنضمين للقناة كما يُمكنه تغيير صورة العرض وما إلى ذلك من الخصائص في حين يُمكن للزوار وبشكلٍ أدق المُشتركين في القناة قراءة الرسائل ومعرفة عدد الذين قرأوا رسالة مُعيّنة. يمتازُ تيليجرام في هذهِ الخاصيّة بالعدد غير المحدود للمشتركين حيثُ لا تفرضُ الشبكة أيّة قيود من هذا النوع خِلال الانتساب لقناة ما. عادةً ما تكونُ هذهِ القنوات متاحة للجمهور ويُمكن الوصول لها من خِلال البحث عن اسمها في شريط البحث أو عبر عنوان إلكتروني دائم. يُمكن للمستخدمين الذين ينضمون إلى قناة معيّنة مشاهدة سجل الرسائل بأكمله كما يُمكنهم الانسحاب منها في أي وقت علاوة على ذلك؛ يمكِن للمستخدمين كتم القناة مَا يعني أن المستخدم سيظل يتلقى الرسائل ولكن لن يتم إخطاره. في المُقابل يستطيعُ المشرف عمل استطلاعات رأي عبرَ التصويت أو إعطاء إذن لنشر التعليقات على قناة تيليجرام بمساعدة برامج الروبوت.
يستطيع أدمن القناة الحصول على معلومات عامة بخصوص القناة، من ضمنها معرفة عدد مشاهدات كل رسالة، وأيضاً معرفة عدد كم شخص وجه هذه الرسالة. وفي مايو 2019، يستطيع منشئ القناة إضافة مجموعة نقاش، وهو مجموعة منفصلة حيث تكون الرسائل في القناة منشورة بشكل تلقائي للمشتركين من أجل التواصل.
في ديسمبر 2019، نقلت بلومبيرغ آل بي خدمتها للرسائل الإخبارية من تطبيق واتس آب إلى تيليجرام، وعللت ذلك بسبب تغير في سياسات فيس بوك بكيفية إرسال الرسائل عبر التطبيق. وتسعى الوكالة الأخبارية إلى محاولة زيادة عدد جمهورها خارج الولايات المتحدة. وفي 1 أكتوبر، 2020، تم إضافة تعليقات القنوات على منشورات القنوات التي تملك مجموعات نقاش.

### تخصيص المحادثات
في أخر تحديث تيليجرام لمايو 2020، أضاف تيليجرام ميزة تخصيص الملفات، إذ بإمكان المستخدم تخصيص وتصنيف المحادثات الشخصية، المجموعات، القنوات، جهات الأتصال، وغير جهات الاتصال، وتحديد المحادثات، المجموعات، والقنوات، في مجلدات مُصنفة ومختلفة.

### المجموعات
يوفر تيليجرام للمستخدمين إمكانية إنشاء مجموعات يمكن التحكم فيها بالكامل من قبل المسؤول كما يمكنه وضع مدراء ومشرفين والتحكم في المحتوى الذي تم نشره من حذف وتعديل، على عكس القنوات يمكن في المجموعات للمستخدمين الذين انظمو فيها أن يتحادثو مع بعظهم البعض ويتبادلون الأراء ونشر الروابط والصور والمستندات بكل سهولة يمكن وصف المجموعة أنها غرفة محادثة جماعية بين المستخدمين، كل مستخدم بلونه واسمه الخاص يمكن للمدراء والمشرفين طمس الأشخاص فيها لفترة من الزمن، كما يمكن ربط المجموعة بقناة بشكل مباشر لكي يتم مشاركة ما يُكتب في القناة على المجموعة.

### الملصقات
الملصقات هي صُور سحابيّة وعالية الدقة تهدف إلى توفير رموز تعبيرية أكثر تعبيرًا. عند كتابة رمز تعبيري مُعيّن؛ يُعرض على المستخدم بشكلٍ تلقائي إرسال الملصق المعني بدلاً من ذاك الرمز. تأتي الملصقات في مجموعات ويمكن الحصول على ملصقات متعددة لرمز تعبيري واحد. يأتي تيليجرام بمجموعة ملصقات افتراضية واحدة،  ويمكن للمستخدمين تثبيت مجموعات ملصقات إضافية صنعها باقي المستخدمون أو ما يُطلق عليهم «الأطراف الثالثة» وبشكلٍ أدق فإنّ الملصقات المثبتة من مستخدمٍ واحدٍ تُصبح متاحة تلقائيًا لجميع المستخدمين الآخرين حيثُ تستخدم هذهِ الصور تنسيق ملف ويب بي والذي يتم تحسينه بشكلٍ أفضل ليتم تناقلهُ عبر الإنترنت. ولدى تيليجرام أكثر من 20,000 ألف ملصق.

### المسودات
المسودات هي رسائل غير مكتملة تتم مزامنتها عبر أجهزة المستخدم. يمكن للمرء البدء في كتابة رسالة على جهازٍ ما والمتابعة على جهاز آخر. ستبقى المسودة في منطقة التحرير على أيّ جهاز حتى يتم إرسالها أو إزالتها.

### الدردشات السريّة

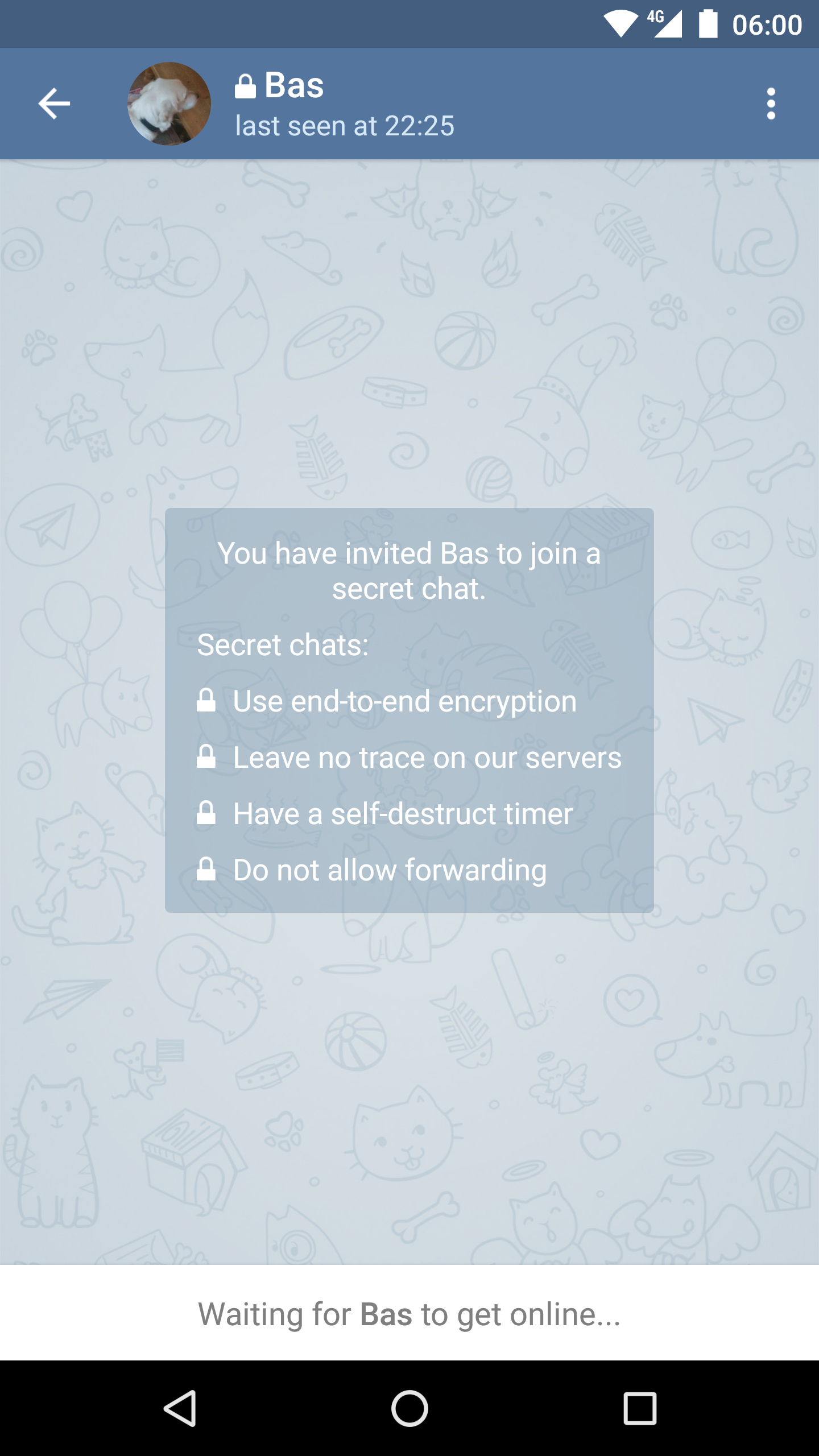
لقطة شاشة تُوضّح طلب الدخول في محادثة سريّة مع مستخدمٍ لم يقبلها بعد.

يُمكن للمستخدم التراسل مع مستخدمٍ آخر مم خِلال ما يُعرف بالدردشات السرية التي يتمّ فيها تشفير كل الرسائل عبر بروتوكول إم تي بروتو. بخلاف رسائل تيليجرام العاديّة فلا يمكن الوصول إلى الرسائل المرسلة داخل محادثة سرية إلا على الجهاز الذي تم بدء المحادثة السرية عليه والجهاز الذي تم قبول المحادثة السرية عليه أيضًا بينما لا يمكن الوصول إليها على الأجهزة الأخرى. يمكن من حيث المبدأ حذف الرسائل المرسلة ضمن الدردشات السرية في أي وقت كما يمكن تدميرها ذاتيًا حسب رغبةِ المستخدم.
كما هو معروفٌ فلا يُمكن بدأ درشة سريّة إلّا بعد قبول الطرف الثاني دعوة يتم تبادل مفاتيح التشفير الخاصة بها للجلسة وتُتيح شبكة تيليجرام للمستخدمين في محادثة سرية التحقق من عدم حدوث أي هجوم في الوسط عن طريق مقارنة الصور التي تصور بصمات أصابع المفتاح العام الخاصة بهم. جديرٌ بالذكر هنا أنّ تيليجرام قد بدأَ في دعمِ الدردشات السرية منذ كانون الثاني/ديسمبر 2014 وهو الآن يعملُ بشكلٍ دوريّ على تغيير مفاتيح التشفير بعد استخدامها لأكثر من 100 مرة أو بعدَ استخدامه لأكثر من أسبوع؛ في حين يتم تدمير مفاتيح التشفير القديمة.
لا يزال مستخدمو ويندوز ولينكس غير قادرين على استخدام الدردشات السرية باستخدام تطبيق تيليجرام الرسمي على الحواسيب بينما يُمكن لمستخدمي الماك ذلك. على الناحيّة المُقابلة؛ فقاعدة بيانات الرسائل المحلية في تيليجرام غير مشفرة افتراضيًا وبالرغمِ من ذلك فالشبكة تسمحُ للمستخدمين بتشفيرها ومن ثمّ حمياتها عبر كلمة مرور وذلك حسب رغبةِ العميل.
الرسائل السَرية غير مُتاحة على المجموعات أو القنوات.

### المكالمات الصوتيّة والمكالمات المرئية
في نهاية آذار/مارس 2017 قدمت تيليجرام خِدمة المكالمات الصوتية الخاصة بها والتي تعتمدُ هي الأخرى على تشفير يصعبُ كسره خاصّة في حالة المكالمات خِلال الدردشة السرية. يعتمدُ تيليجرام في خدمة المكالمات على طريقة الند للند كلما كان ذلك ممكنًا وإلا فسيتم استخدام أقرب خادم إلى العميل. وحسب تيليجرام دائمًا فهناك شبكة عصبونية اصطناعية تعملُ على تعلم مختلف التقنيات المتعلّقة بالاتصال لتوفير جودة أفضل للخدمة مُستقبلًا. بعد تجربة أولية في غرب أوروبا، أصبحت المكالمة الصوتية مُتاحة للاستخدام في معظم البلدان.
بمصادفة الذكرى السنوية السابعة لانطلاق تيليجرام في 14 أغسطس فاجئ تيليجرام مستخدميه بأضافة ميزة الاتصال المرئى اذ سلّط عام 2020 الضوء على أهمية التواصل وجهًا لوجه، أصبحت النسخة الأولية من المكالمات المرئية متاحة على أندرويد و iOS. يمكنك بدء مكالمة مرئية من صفحة جهة الاتصال الأخرى وتشغيل أو إيقاف الكاميرا في أي وقت خلال المكالمة. كجميع المقاطع المرئية في تيليجرام، تدعم المكالمات المرئية وضع صورة داخل صورة، الأمر الذي سيسمح لك بقراءة المحادثات والقيام بأمور أخرى أثناء المكالمات. جميع المكالمات المرئية مشفرة من البداية للنهاية. للتأكد من ذلك، قارن الرموز التعبيرية الأربعة التي تظهر على شاشتك وشاشة شريك المكالمة. إذا كانت متطابقة، فإن مكالماتك 100% مشفرة عبر تشفير تيليجرام المعروف والمُستخدم أيضًا لتشفير المحادثات السرية والمكالمات الصوتية. ستحصل المكالمات المرئية على المزيد من الميزات والتحديثات في الإصدارات اللاحقة، حيث يعمل على إطلاق مكالمات مرئية جماعية في الأشهر المقبلة.
أصبح وضع الصورة في صورة مُتاحاً مما يمكن المستخدمين من استخدام تطبيقات ووظائف الجهاز الأخرى بينما هم موجودين في المكالمة وعلى اتصال حتى يتم إغلاق المكالمة.
أصبحت مكالمات تيليجرام الصوتية والمرئية مؤمنة وتستخدم تشفير بين الطرفين.

### التلسكوب
منذ الإصدار 4.0 الذي تم إصداره في أيّار/مايو 2017؛ تُقدّم تيليجرام منصة مخصصة لاستضافة الفيديوهات تدعى تلسكوب (بالإنجليزية: Telescope) حيثُ يمكن أن يصل طول مقاطع الفيديو على المنصّة إلى دقيقة واحدة وتشغّل بشكلٍ تلقائي. وعندما تُنشر مقاطع مرئية على قنوات عامة في التيليجرام، تكون المقاطع المرئية قابلة للمشاهدة من قبل الكل حتى بدون إمتلاك حساب تيليجرام.

### المواقع الحيّة
لمدة 15 دقيقة أو ساعة واحدة أو ثماني ساعات يمكن لمستخدمي تيليجرام مشاركة موقعهم المباشر في الدردشة. أصبحت هذهِ الخاصيّة مُتاحة منذ الإصدار 4.4 الذي خرجَ للعلن في أكتوبر 2017. في حالةِ ما شارك عدة مستخدمين موقعهم المباشر داخل مجموعة فسيتم عرضها على خريطة تفاعلية ويمكن إيقاف مشاركة خاصيّة «الموقع المباشر» في أي وقت.

### تسجيل الدخول الاجتماعي
في شباط/فبراير 2018 أطلقت تيليجرام ميزة تسجيل الدخول الاجتماعي مما يسمح للمستخدمين بتسجيل الدخول إلى موقع ويب خارجي باستخدامِ حساب تيليجرام الخاص بهم. عندَ القيام بهذهِ العمليّة فإن موقع الويب الخارجي يحصلُ على اسم المستخدم وصورتهِ الشخصيّة داخلَ التطبيق – تُعتبر هذه معلومات طبيعيّة ويُمكن لأيّ كان الوصول لها – بينما يظل رقم الهاتف مخفيًا.

### الأشخاص القريبيون والمجموعات القريبة
تساعد ميزة «المستخدمون القريبيون» أو «الأشخاص القريبون» الالتقاء بأصدقاء جدد من خلال تفعيل الجي بي أس على الهاتف والدخول إلى جهات الاتصال والبحث عن الأشخاص القريبيون، ويبداً تيليجرام بعرض الأشخاص القريبيون عنك مع مسافات بعدهم عنك، وكذلك مجموعات الدردشة.

### جواز السفر
هي ميزة مُصممة لمساعدة المستخدم في مشاركة نسخ رقمية من هويته الحقيقة ومستنداته الملاية بشكل آمن مع الخدمات المدعومة عبر التطبيق مثل المصارف والشركات المزودة لخدمات الإنترنت والمحمول، وتقول تيليجرام أنها تعمل على تأمين وحماية هذه المستندات الحساسة من خلال تشفيرها عبر بروتوكولها الخاص بها المسمى MTProto، وأن المستندات مُشفرة بكلمة مرور يعرفها المستخدم فقط، ولا تستطيع شركة تيليجرام الوصول إلى البيانات التي قام المستخدم بتخزينها عبر ميزة جواز السفر، بحيث تصل البيانات إلى المستلم بشكل مباشر عند مشاركتها من قبل المستخدم. انتقدت الخدمة لكونها عرضة لهجمات القوة العمياء.

### الاستفتاءات
هي ميزة متاحة حالياً على الأندرويد، وأي أو أس، وعلى سطح المكتب. بإمكان الاستفتاءات أن تكون مرئية أو مجهولة. بإمكان المستخدم إدخال عدة خيارات إلى الاستفتاء. وبإمكان تفعيل وضع الحزورات أو الأختبارات، حيث يكون بإمكان المستخدم اختيار الاختيار الصحيح من بين عدة خيارات وإرسالها إلى بقية المستخدمين في القناة أو المجموعة. بإمكان إضافة بوتات متخصصة بالاستفتاء والحزورات لتعقب الإجابات الصحيحة وتوفير معلومات حول المتصدرين بالإجابة الصحيحة.

### الإرسال عندما تكون متصل بالإنترنت
أضاف تيليجرام ميزة الرسائل المجدولة في تحديثه الذي أطلقه بعنوان «إرسل عندما تكون متصلاً». تسمح هذه الميزة للمستخدم بحفظ أو مسودة الرسالة وترسل بشكل تلقائي عندما يصبح المُستقبل مُتاحاً على الإنترنت. الميزة الجديدة موجودة من خلال خيار الرسائل المجدولة.

### مشغل الوسائط
أضيفت قوائم التشغيل في أكتوبر 2020.

### تطبيق التعليقات
تطبيق التعليقات، هي أداة للتعليق على الصفحات، ومنشورات القنوات، تسمح للمستخدم بإضافة تعليق صندوق تعليقات على مواقعهم الإلكترونية. وبإمكان مستخدمي تيليجرام تسجيل الدخول بخطوتين وترك تعليقات مع نصوص وصور، والإعجاب وعدم الإجاب بالتعليقات والردود من الآخرين. وبإمكانهم كذلك الاشتراك بالتعليقات والحصول على الإشعارات من @Discussbot. وبإمكان تغيير الصناديق. بإمكان المطوريين تغيير خلفية الألوان، واستخدام ألوان مختلفة للأسامي، وتغيير التصميم إلى غامق، وتغيير الحد الأقصى للتعليقات على الصفحة، وتغيير الارتفاع، وتعيين المُشرفيين، وحظر السبام.

### الغرف الصوتية
اعلنت تيليجرام عن تحديث يعزز ميزة الدردشات الصوتية المباشرة (Voice Chats) التي تحاكي تطبيق غرف الدردشة الصوتية كلب هاوس الأكثر شعبية مؤخرا، حيث وفرت تليجرام الميزة من خلال القنوات بعد أن وفرتها من خلال المجموعات سابقا، مع إمكانية مشاركة عدد غير محدود من المستعمين، بالإضافة إلى إمكانية دعوة المتحدثين والمستمعين من خلال روابط خاصة، إلى جانب العديد من المميزات الأخرى التي تجعل الميزة مشابهة تماما لتطبيق كلوب هاوس. وهو ما تقول تليجرام أنه يتيح إنشاء إذاعة عامة من خلال التطبيق مباشرة. ويمكن لمستخدمي تيليجرام بدء محادثة صوتية بسهولة، وذلك من خلال فتح ملف التعريف الخاص بأي مجموعة أو قناة يوجد فيها كمسؤول Admin، انقر فوق (⋮) أو (⋯) وحدد بدء محادثة صوتية.

## البرمجة والتصميم

### مُخطّط التشفير
يَستخدم تيليجرام مخطط تشفير بالمفتاح المتناظر يُسمّى إم تي بروتو والذي تمّ تطويرهُ بواسطة نيكولاي دوروف وغيره من المطورين في شبكة تيليجرام حيثُ يستند إلى معيار التشفير المتقدم 256 بت بالإضافة إلى تشفيرهِ البيانات عبرَ خوارزمية آر إس إيه 2048 بت وتبادل مفتاح ديفي-هيلمان.

### الخوادم
لدى شبكة تيليجرام خوادمَ في عددٍ من البلدان في جميع أنحاء العالم لتحسين وقت الاستجابة للخدمة عندَ الطلب.
للمستخدمين الذين سجلوا من المنطقة الاقتصادية الأوروبية، أو من المملكة المتحدة، سيقوم تيليجرام بالالتزام بالنظام الأوروبي العام لحماية البيانات من خلال تخزين البيانات فقط في الخوادم التي تقع في هولندا، وتحديد مقر الشركة في لندن كمسؤولة عن جمع البيانات.

### تطبيقات العميل
لدى تيليجرام العديد من تطبيقات العميل؛ بعضها تم تطويره بواسطة شركة تيليجرام نفسها والبعضُ الآخر من قبل المجتمع. معظم هذهِ التطبيقات مجانيّة ومفتوحة المصدر ويتم إصدارها بموجب رخصة جنو العمومية. لقد أحدثت هذه التطبيقات نقلة نوعيّة في تطوّر الشبكة وصار بإمكانِ المستخدمين الآن الوصول إلى الرسائل السحابيّة في تيليجرام عبرَ واجهة متصفح ويب كما يُمكنهم مشاركة الصور والملفات والرموز التعبيرية مع جهات الاتصال التي تمت إضافتها مسبقًا. تعملُ هذه الميزة في معظم المتصفحات الحديثة مثل فايرفوكس، سفاري وَجوجل كروم.
المواصفات العامة
- لا يوجد خيار للتخزين السحابي للمحادثات السرية

| الاسم               | المنصة                                             | اصدر بشكل رسمي؟ | رخصة شيفرة المصدر            | الدعم للمحادثات السرية | الملاحظات |
| ------------------- | -------------------------------------------------- | --------------- | ---------------------------- | ---------------------- | --- |
| تيليجرام            | أندرويد 2.3 أو النسخ التي بعده                     | نعم             | GPLv2 or later               | نعم                    | يدعم الحواسيب الوحية وساعة أندرويد وير الذكية. ويدعم كذلك المزامنة بين عدد من الأجهزة. |
| تيليجرام ماسنجر     | آي أو إس 9.0 أو ما بعده، ووتش أو إس 5.0 أو ما بعده | نعم             | GPLv2 or later               | نعم                    | أطلق في اغسطس 2013 لأيفو وآي بود تاتش، وأعيد إطلاقه في يوليو 2014، مع دعم لأيباد وأبل واتش. |
| تيليجرام X          | أندرويد                                            | نعم             | مُحتكرة                       | نعم                    | هو بديل لتطبيق تيليجرام مكتوب من الصفر، مع سرعة أعلى، ورسوميات أنعم، واستهلاك أقل للبطارية. كُتبت نسخة الأي أو أس بلغة برمجة سويفت. ونسخة الاندرويد مبنية على TDLIB وتم إلغاء نسخة الأي أو أس، بعد أن تم دمج الشيفرة مع تطبيق تيليجرام الأساسي. |
| تيليجرام ماسنجر     | ويندوز فون                                         | نعم             | GPLv2 or later               | نعم                    | يوفر مزامنة بين كل المنصات |
| تيليجرام            | فيرفكس                                             | نعم             | GPLv3                        | لا                     | مبني على Webogram. |
| تيليجرام سطح المكتب | ويندوز، ماك أو إس، وجنو/نواة لينكس                 | نعم             | GPLv3 with OpenSSL exception | لا                     | . |
| تيليجرام            | ماك أو إس                                          | نعم             | GPLv2                        | نعم                    | |
| تيليجرام            | جوجل كروم وكروم أو إس                              | نعم             | GPLv3                        | لا                     | |

### واجهة برمجة التطبيقات
يحتوي تيليجرام على واجهة برمجة تطبيقات عامّة يُمكن للمطورين من خلالها الوصول إلى نفس وظائف تطبيقات تيليجرام الرسمية لإنشاء تطبيقات المراسلة الخاصة بهم. في شباط/فبراير 2015 أصدر مبتكرو تطبيق واتساب بلاس غير الرسمي تطبيق تيليجرام بلاس أيضًا والذي تمّت إعادة تسميته لاحقًا إلى ماسنجر بلاس بعد أن توقّفَ شروعهم الأصلي بسببِ شكايةٍ من واتساب. في سبتمبر 2015 أصدرت شركة سامسونج تطبيقًا للمراسلة استنادًا إلى واجهات برمجة التطبيقات هذه الخاصّة بتيليجرام.
يقدّم تيليجرام أيضًا واجهة برمجة تطبيقات تتيح للمطورين إنشاء روبوتات الدردشة والتي يتم التحكم فيها عن طريق البرامج. بحلول شباط/فبراير 2016 أطلقت مجلة فوربس روبوت إخباري مدعوم من منظمة العفو الدولية يرد على استفسارات المستخدمين والعملاء من خِلال توجيههم لنوعيّة المقالات المطلوبة أو ذات الصلة، كما أطلقت تك كرانش روبوتًا مُشابهًا في آذار/مارس 2016.

## الرقابة

### إيران

حظر تام لخِدمة تيليجرام
حظر جزئي للخدمة (حظر بعض الآيبيهات أو بعض الخدمات على غِرار المُكالمات الصوتيّة وما إلى ذلك)

حتّى مايو/أيّار 2015 كانَ تيليجرام يعملُ بشكلٍ طبيعي في إيران دون الحاجة لاستعمالِ برامج وتطبيقات الفي بي إن أو باقي أساليب التحايل الأخرى. بحلول أغسطس من عام 2015 أكّدت وزارة الاتصالات وتكنولوجيا المعلومات الإيرانية أن شركة تيليجرام قد وافقت على تقييد بعض روبوتاتها وملصقاتها في إيران بناءً على طلبِ الحكومة الإيرانية. وفقًا لمقال نُشر في الأصوات العالمية فإنّ الإيرانيون كانوا يستخدمون هذه الميزات لتبادل التعليقات الساخرة حول الحكومة الإيرانية كما لفت كاتبُ المقال الانتباه إلى أن بعض المستخدمين قد شعروا بالقلق من استعداد تيليجرام للامتثال لطلبات الحكومة الإيرانية ما قد يعني التواطؤ في المستقبل مع السلطات الإيرانية في تشديدِ الرقابة أو حتى السماح للحكومة بالوصول إلى بيانات المستخدمين على الشبكة. في المقابل ردت تيليجرام بالقولِ أن جميع المحادثات هي ملكٌ للمستخدمين وحدهم ولا يُمكن للشركة أن تمتثلَ لأيّ طلبات حكوميّة من هذا النوع على عكسِ باقي الميزات على غِرار الروبوتات وحزم الملصقات التي قالت إنّها عامّة وغير مؤثرة بالأساس. بحلول أيار/مايو 2016 طلبت الحكومة الإيرانية من جميع تطبيقات المراسلة بما في ذلك تيليجرام نقل جميع بيانات المستخدمين الإيرانيين إلى خوادم إيرانية. وفي 20 نيسان/أبريل 2017 منعت الحكومة الإيرانية المكالمات الصوتية في تيليجرام وهي خدمة تسمح للأفراد بإجراء المكالمات عبر تشفيرٍ آمن من طرف إلى طرف والحفاظ على محادثاتهم خاصة وسريّة. في 9 أكتوبر، 2017 أعلن المدعي العام في إيران، محمد جعفر منتظري، أن السلطات القضائية ستأمر وزارة الأتصالات بإغلاق وحظر تطبيق تيليجرام، وذلك بعد رفض تيليجرام إغلاق إحدى القنوات التي اعتبرتها إيران «معادية للنظام وللثورة».
في 30 كانون الثاني/ديسمبر 2017 وأثناءَ المظاهرات المناهضة للحكومة في جميع أنحاء إيران؛ قامت السلطات هناك من جديد بالضغطِ على تيليجرام الذي أغلقَ قناةً للمعارضة الإيرانية بدعوى نشرها دعواتٍ لاستخدام قنابل المولوتوف ضد الشرطة وقد أوضحَ بافيل دوروف أن سبب الحظر هوَ خرق سياسة تيليجرام الداعيّة لتفادي العنف كما أكّد على أن انتقاد السلطات المحلية والمشاركة في النقاش السياسي يعتبر أمرًا عاديًا ومسموحٌ به داخل البرنامج على عكس الترويج للعنف. في السياق ذاتهِ وعدت مجموعة المعارضة بالامتثال لقواعد تيليجرام وأنشأت قناة جديدة جمعت 700.000 مشترك في أقل من 24 ساعة. وبحلول 31 كانون الأول/ديسمبر من نفس العام أعلنت الحكومة تقييد الوصول للشبكة بشكلٍ مؤقت من أجل «ضمان الهدوء والأمن» بعد أن قالت إن الشركة قد رفضت إغلاق قنوات الاحتجاج السلمية. في 13 كانون الثاني/يناير من العام الجديد؛ أُلغي حظر التطبيق بأمرٍ من الرئيس حسن روحاني الذي قال «إن أكثر من 100.000 وظيفة قد ضاعت في إيران نتيجةً للحظر المفروض على تيليجرام.»
في آذار/مارس 2018 أعلنَ رئيس لجنة السياسة الخارجية والأمن القومي الإيراني علاء الدين بوروجردي أن تيليجرام قد تم حظره بالكامل في إيران منذُ 20 نيسان/أبريل 2018،
 مشيرًا إلى دور تيليجرام في التضخيمِ من الاحتجاجات والحاجة إلى الترويج للتطبيقات المحلية. وافقَ الرئيس روحاني على ضرورة كسر احتكار تيليجرام في إيران لكنه أكد أنه يعارض الحظر الجديد ولم يرهُ كتدبيرٍ فعالٍ للترويج للتطبيقات المحلية، فيمَا أشار النائب الإيراني محمود صادقي إلى أنه خلال الأسبوعين اللذين تم فيهما حظر تيليجرام في كانون الثاني/يناير 2018 لم يبدأ 30 مليون إيراني (75% من مستخدمي تيليجرام في إيران) في استخدام تطبيقات المراسلة المحلية بل تحولوا إلى خدمات في بي إن للتحايل على المنع ما أفشلَ عمليّة الحظر.
في 1 مايو، 2018 تم حظر تيليجرام من قبل الحكومة الإيرانية. وبعد سنة من نهاية الاحتجاجات الإيرانية 2017، أعلنت الحكومة الإيرانية عن إطلاقها عن نسخة محلية إيرانية بإدارة وإشراف حكومي شبيه بتيليجرام وتحت نطاقها. في 2019 أعلن خطيب الجمعة في طهران محمد علي موحدي كرماني أن تيليجرام حرام وطالب ببشبكة إنترنت معلومات إيرانية مثل جدار الحماية الصيني العظيم.
في 27 سبتمبر، 2019، اعتقل المدعي الإيراني، بيجان خاسيم زاده، الذي كان قد أمر بفرض حظر على تيليجرام، وذلك بسبب تهم فساد. من غير الواضح أن كانت التهم لها علاقة بالحظر على تيليجرام أو لا.

### الصين
إيران ليست هي الوحيدة التي ضيقّت على تيليجرام ففي تموز/يوليو 2015 أُفيد أن الصين منعت الوصول إلى شبكة تيليجرام بالكامل ووفقًا لصحيفة الشعب اليومية المملوكة للدولة فقد استخدمَ محامو حقوق الإنسان الصينيون البرنامجَ لانتقاد الحكومة الصينية والحزب الشيوعي.
في 28 أغسطس، 2019، أعلنت جمعية مزودي خدمة الإنترنت أن خطط حكومة هونغ كونغ لحجب تيليجرام.

### البحرين
البحرين هي الأخرى عرقلت عمل تيليجرام ففي حزيران/يونيو 2016 وُجد أن بعض مزودي خدمة الإنترنت في المنامة قد بدأوا في حجب تيليجرام. دونَ توضيحِ الأسباب.

### إندونيسيا
حظرت وزارة الاتصالات والمعلومات الإندونيسية أحد عشر خادِمًا ذي صلة بتيليجرام وذلك بهدفِ إجبار الشبكة على حذف ما وصفتهُ «بالمحتوى غير القانوني». وبحلول أغسطس من نفسِ العام سمحت الحكومة الإندونيسية بعودة الخِدمة بالكامل بعدما استجابَ تيليجرام للطلبات وفرضَ رقابةً ذاتيّةً على المحتوى وخاصةً تلك التي تتعلقُ بالتطرف والإرهاب. في هذا السياق قالت شركة تيليجرام إنها حذفت حوالي 10 قنوات/مجموعات من الشبكة كل يوم بسبب تصنيفها كناشرةٍ «للمحتويات السلبية».

### باكستان
في أكتوبر 2017؛ لم يكن الوصول إلى تيليجرام متاحًا للمستخدمين في باكستان، واعتباراً من 17 نوفمبر، 2017، حُظر تطبيق تيليجرام بشكل كامل بتعليمات من سلطة الاتصالات الباكستانية، وإشارت شركة الاتصالات الباكستانية، أكبر شركة باكستانية مزودة لخدمة الإنترنت، إلى ذلك في تغريدة على تويتر للمستخدمين.

### روسيا
بعدَ عامٍ واحد وبالتحديد في الشهر السادس من عام 2017 واجه الروسيون صعوبة كبيرة في الدخول لتيليجرام وذلك بعد المحاولات الحثيثة التي قامت بها روسيا لإجبار تيليجرام على التسجيل في السجل الرسمي لخدمات الاتصالات. في 14 يوليو/تمّوز 2017
في 13 نيسان/أبريل 2018؛ حُظر تيليجرام مُجددًا في روسيا بعدَ رفض الشبكة منحَ جهاز الأمن الفيدرالي الوصول إلى مفاتيح التشفير اللازمة لعرض اتصالات المستخدم كما هو مطلوبٌ بموجب قانون مكافحة الإرهاب الفيدرالي. وتجدر الإشارة هنا إلى أنّ موسكو قد منعت الشبكة بعدما فرضت حظرًا على أكثر من 19 مليون عنوان آي بي مُرتبط بالخدمة. ما تسبّب في منعِ مواع أخرى من قبيل خدمات أمازون ويب ومنصّة جوجل كلاود وغيرها. هذا الأمر أثر بشكلٍ غير مباشر على خدمات أخرى على غرار خدمات البيع بالتجزئة وماستركارد وبعض الخدمات في ميل.آر يو. انتهى الأمر بعدما لجأَ عددٌ كبيرٌ من الروسيون إلى برامج الفي بي إن لتفادي الرقابة على الإنترنت. في 17 نيسان/أبريل 2018 طلبت روسيا من آب ستور وجوجل بلاي سحبَ تطبيق تيليجرام من المتاجر الإلكترونيّة لكنّ تلكَ المتاجر رفضت طلب الحكومة الروسية. وبحلول 28 آذار/مارس 2018 أرسلت السلطات الروسيّة خطابًا ملزمًا إلى شركة آبل تطلبُ منها رسميًا إزالة التطبيق من متجر التطبيقات الروسي وحظره من إرسال إشعارات الدفع للمستخدمين المحليين الذين قاموا بالفعل بتنزيل التطبيق. وفي نهاية عام 2018 قامَ أكبر موقع بحث على شبكة الإنترنت في روسيا وهو يانديكس بإزالة نتائج البحث الخاصة بشبكةِ تيليجرام.
في أبريل 2020، بدأت الحكومة الروسية باستخدام منصة تيليجرام المحجوبة لنشر المعلومات التي لها علاقة بجائحة فيروس كورونا 2019.
في 18 يونيو، 2020، رفعت الحكومة الروسية الحجب عن تطبيق تيليجرام بعد موافقة مطور التطبيق على المساعدة في مكافحة الإرهاب والتطرف على المنصة.

### الهند
في 2019، قام بعض مزودي خدمة الإنترنت في الهند بحظر تيليجرام، بما في ذلك موقعه الرسمي. وملأت مؤسسة حرية الإنترنت، وهي منظمة هندية تختص بالحُريات الرقمية، استمارة بحق الوصول إلى المعلومة أو المعرفة إلى قسم الاتصالات لمعرفة ما إذا قاموا هم بحظر تيليجرام، أو طلبوا من مزودي خدمة الإنترنت بحظره. سألت محكمة كيرلا العُليا عن وجهة نظر الحكومة المركزية في طلب حظر تيليجرام وذلك بسبب نشر مقاطع مرئية تسيء للأطفال من خلال تيليجرام حسب زعمها.

### هونغ كونغ
خلال احتجاجات هونغ كونغ 2019-20، استخدم العديد من المتظاهرين تيليجرام للتهرب من الرقابة الإلكترونية وتنظيم تحركاتهم ضد مشروع قانون هونغ كونغ لتسليم المطلوبين. وفي مساء 11 يونيو، 2019، أعتقلت شرطة هونغ كونغ إيفان أي بي، مدير قناة تيليجرام يبلغ عدد مشتركيها 20,000 ألف شخص بتهمة «التآمر للقيام بأزعاج عام». وأجبرته الشرطة على تسليم سجله في تيليجرام. وفي اليوم التالي، عانى تيليجرام من سلسلة هجمات حرمان خدمة شديدة جداً. وحاول المخترقون شل خادم تيليجرام من خلال إرسال عدد كبير من طلبات السبام، أتت معظمها من بر الصين الرئيسي. وفي يوليو 2020 رفضتا شركتا تيليجرام وواتس آب طلب سلطات إنفاذ القانون في هونغ كونغ، بتسليم بيانات المستخدمين.
وفي سبتمبر 2018، أعلنت عن ميزة في تحديث تيليجرام، ستسمح لمستخدميه بإخفاء أرقام هواتفهم، وذلك لأجل حماية المحتجين في هونغ كونغ من مراقبة السلطات لهم.

### تايلاند
في 19 أكتوبر، 2020، أمرت اللجنة اللوطنية للبث والاتصالات التايلاندية بحجب تيليجرام بسبب استخدامه في تغطية احتجاجات تايلاند 2020.

### بيلاروسيا
كان تيليجرام يعد منصة رئيسية لمشاركة المعلومات وتنظيم الاحتجاجات البيلاروسية 2020. وكان يعد واحدة من وسائل التواصل القليلة المُتاحة في بيلاروسيا في الأيام الثلاثة التي حُجبت بيها خدمة الإنترنت أعقاب الانتخابات البيلاوسية. وفي مساء 11 أغسطس، 2020، في ظل قطع خدمة الإنترنت، 45% من الأناس يستخدمون مجموعات تيليجرام لتنظيم الاحتجاجات وكانوا متصلين بالإنترنت، على الرغم من جهود الحكومة لحجب الوصول بالإنترنت.

### أذربيجان
بدءاً من 7 سبتمبر، 2020 فرضت وزارة النقل، والاتصالات، والتقنية العالية، الأذربيجانية، قيوداً على استخدام الإنترنت في البلد. وتم حجب كل من تيليجرام، وفيسبوك، ويوتيوب، وواتس أب، وانستاغرام، وتيك توك، ولينكدن، وتويتر، وزووم، وسكايب، بشكل كامل. بسبب الصراع المُصلح في ناكورنو- كاراباخ. وتم حجب أيضاً العديد من الخدمات الأخرى ذات العلاقة بسبب انعدام التنسيق.
العراق
تم حظر تطبيق تيليجرام في العراق بدءا من 5 اغسطس 2023 بسبب عدم استجابة تيليجرام بكشف هوية مسربين البيانات الشخصية للعراقيين عبر قنوات خاصة و بوتات تقوم بأرسال المعلومات و العناوين المدنية بعد ان تقوم بتزويدها بأسماء الأشخاص الثلاثية، و يعد هذا التسريب هو الاخطر و الاكبر في العراق، و لم يقم تيليجرام بالرد على الحكومة و مطالبها فقررت الحكومة العراقية بالتعاون مع الامن الوطني و وزارة الاتصالات بحجب التطبيق عن مستخدميه.

## شبكة تيليجرام المفتوحة
في ديسمبر 2017، أفادت مدونة مختصة بالعملات الرقمية "Cointelegraph عن خطة تيليجرام لإطلاق بلوك تشين وعملة رقمية أصلية. في يناير 2018، أكد تيك كرنش الأخبار، مُشيراً إلى عدد من المصادر.
قامت الشركة بوضع عرض أولي للعملة الرقمية، وذلك من أجل تمويل تطوير منصة جديدة للبلوك تشين، تُسمى بـ «شبكة تيليجرام المفتوحة» "Telegram Open Network" (TON). وتُسمى العُملة بـ غرام. وأطلق 23 مستند رقمي مؤلف من أكثر 100 صفحة خاص بالشركة حول المشروع.
وأفادت تقارير بأن شبكة تيليجرام المفتوحة قد حظرت المستثمرين والبلدان الخاضعة للعقوبات الدولية من المشاركة في العرض الأولي للعملة الرقمية الخاص بهم، والبلدان والمستثمرين الذين فرضت عليهم عقوبات من قبل الولايات المتحدة أو الاتحاد الأوروبي أو بريطانيا أو حتى مجلس الأمن التابع للأمم المتحدة بالاستثمار في العرض الأولي. وتمتد العقوبة لتشمل الأقارب بما في ذلك، الأزواج، والوالدين، والأشقاء. وتشمل دول مثل سوريا، وكوبا، شبه جزيرة القرم، وإيران، وكوريا الشمالية.
وجمعت الشركة في الجولة الأولى 850 مليون دولار من 94 من المستثمرين خلال آذار/مارس، إلى جانب 850 مليون دولار خلال شباط/فبراير الماضي. ويعد أكبر طرح أولي لعملة رقمية في العالم.
في أبريل 2018، أعلنت الشركة بأنها حصلت على 1.7 مليار دولار أمريكي خلال عرض التمويل الأولي. ولم يقم مسؤولي الشركة بأي خطابات عامة بخصوص عرض العملة الأولي. وفي ربيع 2018، كان المصدر الرسمي الوحيد حول المعلومات هو استمارة D التي ملأتها تيليجرام إلى هيئة الأوراق المالية والبورصات الأمريكية.
وفي 11 أكتوبر، 2019 قامت هيئة الأوراق المالية والبورصات الأمريكية بإتخاذ إجراء وطارئ والحصول على أمر منع مؤقت ضد تيليجرام بسبب عرض العملات الرمزية الرقمية غير المُسجلة الجارية في الولايات المتحدة حسب زعمها.
وبعد معركة قانونية طويلة بين تيليجرام وهيئة الأوراق المالية والبورصات الأمريكية، توصل قاضي محكمة جنوب نيويورك، بي كيفن كاستيل إلى قرار مفاده، بأن عملات تيليجرام الرقمية المُسماه ب «غرام» ستعتبر ككسندات ضمانية إذا أصدرت. وبعد هذا القرار، أعلن فريق شبكة تيليجرام المفتوحة أنهم لن يكونوا قادرين على إطلاق المشروع خلال الموعد النهائي المُحدد في 30 أبريل، 2020.
وفي 12 مايو، 2020 أعلن بافيل دوروف عن نهاية دور تيليجرام النشط في مشروع شبكة تيليجرام المفتوحة)TON(. وقال «بكل حزن، أن محكمة الولايات المتحدة محقة بخصوص أمر واحد: نحن، الأناس الذين خارج الولايات المتحدة، بإمكاننا انتخاب رؤسائنا، وانتخاب أعضاء مجالسنا النيابية، ولكننا سنبقى معتمدين على الولايات المتحدة، عندما يتعلق الأمر بالمال والتكنولوجيا (لحسن الحظ ليس القهوة). أن الولايات المتحدة بإمكانها استخدام سيطرتها على الدولار والنظام المالي العالمي لإغلاق أي مصرف أو حساب مصرفي في العالم. إنها بإمكانها استخدام سيطرتها على أبل وجوجل لإزالة أي تطبيقات من متجري آب ستور، وجوجل بلاي. لذا نعم، أنه صحيح أن البلدان الأخرى ليس لديها السيادة الكاملة على ما هو مسموح في مناطقها. لسوء الحظ، نحن 96% من تعداد السكان في العالم الذين يعيشون في مكان ما خارج الولايات المتحدة - معتمدين على صناع القرار المُنتخبين من قبل 4% الذين يعيشون في الولايات المتحدة.»
في 26 يونيو، 2020 وافق تيليجرام في تسوية مدنية مع هيئة الأوراق المالية والبورصات الأمريكية على دفع 18.5 مليون دولار أمريكي إلى شبكة تيليجرام المفتوحة TON ووإعادة 1.2 مليار دولار أمريكي إلى المستثمرين.

## الخروقات الأمنية
في 2 أغسطس، 2016، في تقرير من رويترز أفاد بأن قراصنة إيرانيون استطاعوا أن يخترقوا عشرات الحسابات على خدمة المراسلة الفورية تيليجرام وتحديد أرقام هواتف 15 مليون مستخدم إيراني مُسجلين في تيليجرام، وكذلك معرفاتهم، قال خبراء أمن سيبراني أن القراصنة ينتمون إلى مجموعة تُعرف باسم Rocket Kitten. وتعد هجمات تلك المجموعة شبيهة بهجمات عُزَت إلى الحرس الثوري الإيراني. في 30 مارس، 2020 نُشرت قاعدة بيانات تضم 42 مليون سجل تحتوي على أرقام هواتف ومعرفات المستخدمين ونشرت القاعدة بدون أي كلمة مرور. كانت الحسابات الموجودة في القاعدة هي حسابات تعود لمستخدمين في إيران، تم استخراجها من نسخة حكومية غير رسمية لتيليجرام. وأستغرق 11 يوماً لكي يتم إزالة القاعدة على الإنترنت المظلم، ولكن الباحثين قالوا أن تم الوصول إلى البيانات من قبل أطراف أخرى، من ضمنهم مُخترق نقل المعلومات إلى مُنتدى مختص. وفي سبتمبر 2020، كان هناك ثلاث عمليات مراقبة وتصييد إيرانية كبيرة ناجحة من قبل RampantKitten تستهدف المعارضين الإيرانيين في تيليجرام. اعتمد الهجوم على تحميل المستخدمين لملفات مصابة ببرمجيات خبيثة من أي مصدر، التي ستقوم باستبدال ملفات تيليجرام على الجهاز واستنساخ بيانات الجلسة. قال دايفد ولبوف، المتعاقد السابق لوزارة الدفاع، أن أن نقطة الضعف في الهجوم لم تكن الجهاز نفسه ولا أي أحد من التطبيقات المتأثرة: من المُستحيل لتطبيق اتصالات آمن أن يبقي المستخدم آمن حين يكون الجهاز مُخترق".

## الاستقبال

### الأمان
أعربَ خبراء التشفير عن شكوكهم بشأن مخطط تشفير إم تي بروتو الذي يعتمدُ عليهِ تيليجرام قائلينَ إنّ الاعتمادَ على تشفيرٍ محلي الصنع قد يؤدي إلى جعل التشفير عُرضة للأخطاء التي قد تؤدي إلى تقويض أمنه خاصّة في ظلِّ عدم تمحيص ذاكَ المُخطّط. يرى نقادٌ آخرون أن تيليجرام لم يستخدم مطورين لديهم خبرة أو مصداقية كافية في هذا المجال. كما عارض النقاد مزاعم تيليجرام بأنهُ أكثر أمانًا من خدمات أخرى على غِرار واتساب ولاين، مؤكّدين على أن واتساب يعتمدُ على التشفير من طرف إلى طرف افتراضيًا كمَا يستخدم بروتوكول الإشارة والذي تمت مراجعته واعتماده من قِبل خبراء أمنيين بارزين على عكسِ تيليجرام الذي يقوم بتخزين جميع الرسائل والوسائط وجهات الاتصال بشكل غير آمن. تجدر الإشارة هنا أنّه ومنذ تمّوز/يوليو 2016 قامت لاين بتطبيق التشفير من طرف إلى طرف بشكل افتراضي لكلّ المستخدمين.
بالعودةِ إلى 26 شباط/فبراير 2014؛ قامت منظمة حماية مستهلك ألمانية بتقييم العديد من جوانب حماية البيانات في تيليجرام ومن بين الجوانبِ التي تم النظر فيها: الأمان خلال عملية نقل البيانات وشروط استخدام الخدمة وإمكانية الوصول إلى شفرة المصدر وتوزيع التطبيق. تم حينها تصنيف الخِدمة من حيثُ الأمان على أنّها «حرجة» حيثُ أيّدت المنظمة محادثات تيليجرام الآمنة ورمز المصدر المفتوح جزئيًا لكنها انتقدت النقل الإلزامي لبيانات الاتصال إلى خوادم تيليجرام وعدم وجود بصمة أو عنوان على موقع الخدمة.
أدرجت مؤسسة الجبهة الإلكترونية تيليجرام على قائِمة «التطبيقات الآمنة» في شباط/فبراير 2015 كما قيّمت وظيفة الدردشة الافتراضيّة بأربعِ درجات من أصل سبعة حيثُ أشادت بتشفير الاتصالات وبالتصميمِ الآمن للبرنامج وتحديثه بشكلٍ دوري لكنها لفتت الانتباه لقضيّة تشفير الاتصالات باستخدامِ مفاتيح لم يُتمَكّن من الوصول إليها فضلًا عن عدمِ أمان الرسائل في حالة سرقة مفاتيح التشفير أما خدمة الرسائل السريّة فقد حصلت على سبعة نقاط من أصل سبعة في التقييم النهائي. وقالت مؤسّسة الجبهة الإلكترونية «إن النتائج لا يَنبغي أن تُقرأ على أنها ضمانات على أمانِ المشروع وأنها مجرد مؤشرات على أن المشروع يّسير على الطريق الصحيح.»
في كانون الثاني/ديسمبر 2015 نشرَ باحثان من جامعة آرهوس تقريرًا أظهرا فيه أن بروتوكول إم تي بروتو ليس بتلكَ القوّة وقد لا يصمدَ أمام بعض الهجمات ومع ذلك فقد قالَ الباحثانِ إنهم لم يروا أيّ سببٍ يدعو تيليجرام إلى استخدام نظام تشفير أقل أمانًا عندَ وجود حلول أكثر أمانًا فيما ردّ فريق تيليجرام على أن الخلل لا يؤثر على أمان الرسائل، وأن التحديث في المستقبل سوف مثل هذهِ المشاكل. في وقتٍ لاحق صدرت نسخة تيليجرام 4.6 والتي طوّرت من البروتوكول كما استوفت كلّ الشروط من أجلِ ضمان أمن الرسائل.
في نيسان/أبريل 2016؛ سُرقت عددٌ من حسابات أعضاء المعارضة الروسية من خلال اعتراض الرسائل القصيرة لتأكيدِ الهويّة ومن ثمّ الحصول على إذنٍ لتسجيل الدخول. ردًا على ذلك أوصت تيليجرام باستخدام ميزة المصادقة ثنائية العامل. وبحلول أيّار/مايو 2016 أوصت لجنة حماية الصحفيين نيت كاردوزو كبير محامي فريقِ عملٍ في مؤسسة الحدود الإلكترونية (بالإنجليزية: Electronic Frontier Foundation) بعدمِ استخدام تيليجرام بسببِ عدم تشفيره من طرف إلى طرف بشكلٍ افتراضي واعتمادهِ قسرًا على بروتوكول إم تي بروتو الذي انتُقد علنًا من قبل الباحثين في مجال التشفير بما في ذلك ماثيو جرين.
في حزيران/يونيو 2017 ادعى بافيل دوروف علنًا أن وكالة الاستخبارات الأمريكية حاولت رشوة مطوري الشركة لإضعاف تشفير تيليجرام أثناءَ زيارتهم للولايات المتحدة في عام 2016. في عام 2018 بعثَت تيليجرام برسالة إلى جميع المستخدمين الإيرانيين قائلة إنّ التطبيقات المطوّرة بالاعتمادِ على شفرات مصدر تيليجرام أو خوارزمياته على غِرار هوتغرام غير رسميّة.
من جهة أخرى وعدت تيليجرام في آذار/مارس 2014 بأنها ستنشرُ جميع شفرات المصدر بما في ذلك جميع تطبيقات العملاء المختلفة على أندرويد، آي أو إس وعلى سطح المكتب وما إلى ذلك بالإضافة لشفرة المصدر الخاصّة بالخادم إلّا أنها لم تفعل ذلك معَ هذا الأخيرًا اعتبارًا من بداية عام 2019. تجدرُ الإشارة هنا إلى أنّ نشر كود الخادم سيُمكّن أيّ شخصٍ من مراجعته والتحقق من أنه يعمل بشكل صحيح كما سيمكّن من معالجة بيانات المستخدم بأمانٍ بدلاً من الاعتماد على مزاعم تيليجرام التي تؤكد أن كل الخصائص داخل الشبكة آمنةٌ فعلًا.
في 9 يونيو، 2019 سربت ذا انتيرسيبت رسائل تيليجرام بين وزير العدل البرازيلي والقاضي السابق والمدعيين الفيدراليين. كانت هناك فرضية أخرى بأن اجهزة الهاتف قد تم اختراقها من خلال الرسائل النصية القصيرة أو باختراق الحواسيب. ونشر فريق تيليجرام تغريدة قال فينها أن ذلك حصل لأن المستخدمين لديهم برمجيات خبيثة وقد تم اختراق أجهزتهم أو أنهم لم يستخدموا المصادقة الثنائية.
في 12 يونيو، 2019 أكدت تيليجرام أنها قد عانت من هجمات حرمان الخدمة التي عطلت التطبيق لحوالي ساعة، ونشر بافيل دوروف تغريدة قال فيها أن عاوين الآي بي التي استخدمت في الهجوم معظمها كانت من الصين.
في ديسمبر 2019، نشرت وسائل الإعلام عن عدد من مخترقي حسابات رجال أعمال روس على تيليجرام الذين استطاعوا تخطي المصادقة عن طريق SMS، أي لهم إمكانية الوصول إلى رسائل SMS وقراءة الكود الذي يرسله تيليجرام عند إدخال الرقم. وعُرضت خدمة التخطي لحسابات تيليجرام في منتديات الدارك ويب ويبلغ ثمنها 4000$. قالت شركة IB security أنهم ربما يقومون باستغلال ثغرات ضعف في بروتوكول إشارة SS7 للهواتف، أو الاستخدام غير القانوني لمعدات الرقابة، أو الهجمات على مزودي الاتصالات.

### احتجاجات بورتو ريكو 2019 تيليجرام جايت
كان تيليجرام يعد الموضوع الرئيسي في احتجاجات بورتو ريكو 2019 التي انتهت باستقالة المحافظ ريكاردو روسيلو بعد تسريب مئات الصفحات لمحادثات مجموعة دردشة على تطبيق المراسلة تيليجرام بين روسيلو وأعضاء من موظيفه. اعتبرت الرسائل نابية، وعنصرية، وكارهة للمثلية، تجاه العديد من الأفراد والمجموعات، وناقشت أيضاً كيفية استخدام الإعلام لاستهداف الخصوم السياسيين المحتملين.

### مسابقات التشفير
نظمت تيليجرام مسابقتين للتشفير لتحدي أمنها حيثُ طلبت من الجهات الخارجية كسر تشفير الخدمة والكشف عن المعلومات الموجودة في محادثة سرية بين اثنين من المستخدمين كما وعدت بتقديرِ مكافأة قيمتها 200.000 دولار أمريكي و300.000 دولار أمريكي على التوالي لكلّ من ينجح في كسر تشفير الشبكة. انتهت المسابقتينِ معًا ولم ينجح أيّ من المتطوعين أو المُشاركين في الفوز بعدما فشل الكل في اختراق البرنامج. في السياق ذاتهِ انتقدَ الباحث الأمني موكسي مارلينسبيك المسابقة الأولى وقالَ إن قيمة المكافأة التي وُضعت من قبلِ القائمين على تيليجرام – في إشارةٍ لأقليتها – تؤكّد أن جودة التشفير غير قويّة.

### بوت بيع البيانات
أعلن رئيس منظمة الديمقراطية الإلكترونية العامة، فلاديمر فلينتس، في 11 مايو، 2020 أن روبوت لتيليجرام قد ظهر على الويب، ويقوم ببيع البيانات الشخصية للمواطنيين الأوكرانيين. ويُخمن أن البوت يحتوي على بيانات 26 مليون مواطن أوكراني مُسجل في تطبيق ديا Dia. إلا أن، رفضا نائب رئيس الوزراء ووزير التحول الرقمي الأوكرانيان التلفيقات عن بيع البيانات من تطبيق ديا. وأن تم التأكيد من النشاط الإجرامي ل25 شخصاً وتم الاستحواذ على 30 نسخة من قواعد البيانات.

### نصب العملات الرقمية
استخدم تيليجرام لنشاطات العملات الرقمية وبامب أند دامب.

## الاستخدام من قبل المجموعات المتطرفة

### الجهاديون
في سبتمبر 2015 ورداً على سؤال حول استخدام تيليجرام من قبل تنظيم الدولة الإسلامية (داعش) قالَ بافيل دوروف: «أعتقد أن حقنا الخصوصية أهم من خوفنا من حدوثِ أشياء سيئة مثل الإرهاب.» كما اقترحَ دوروف ساخرًا حظر الكلمات التي يستخدمها الإرهابيين للتواصل. في المُقابل حاولَ التنظيم المُصنّف كإرهابي لدى المئات من الدول فتحَ قنواتٍ له على الشبكة ونجحَ في واحدةٍ في استقطابِ 9000 مُشترك. في نوفمبر 2015 أعلنَ تيليجرام عن حظرهِ 78 قناة عامة كانت تُديرها الجماعة لنشرِ الدعاية والاتصال الجماهيري، كما أكّد تيليجرام بأنهُ سيحظر كل القنوات العامة والروبوتات المرتبطة بالإرهاب لكنه لن يفرضَ «رقابةً ذات دوافع سياسية» وسيسمحُ بالتعبير السلمي عن الآراء البديلة والمُختلفة. لقد أدّى استخدام تيليجرام من قِبل داعش وباقي التنظيمات المُتطرّفة إلى تجدّد النقاش حولَ التشفير، فيمَا وصفت الصُحف الصفراء الموقع بأنه «شبكة رسائل جهادية».

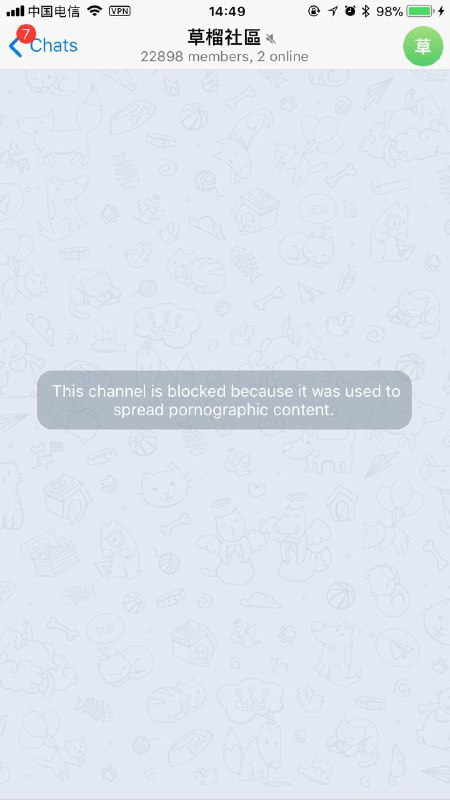
تيليجرام حَظرَ قناةً على الشبكة بسببِ نشرها لمحتوى إباحي

في أغسطس/آب 2016 أكّد محققو مكافحة الإرهاب الفرنسيون أن الجهاديين الموجهين من داعش اللذين قطعا عنق راهبٍ في سان إتيان دو روفراي في نورماندي بفرنسا وقاموا بتصوير جريمة القتل قد تواصلَا عبر تيليجرام واستخدما التطبيق لتنسيق خططهم للهجوم. بعد ذلك نشر جناح داعش الإعلامي شريط فيديو على تيليجرام يَظهر فيه المُهاجم وهوَ يدلي بالولاءِ للتنظيم فيما ذكرَ تقريرٌ إخباري لشبكة سي إن إن أن تيليجرام أصبحَ معروفًا كوسيلة اتصال مفضلة لتنظيمِ داعش وعبرهُ خطّطت لهجمات باريس في نوفمبر 2015.
في حزيران/يونيو 2017؛ لمّحتَ أحد الشركات المزودة للاتصالات في روسيا إلى إمكانية حظر تيليجرام في روسيا بدعوى استخدامه من قبل الإرهابيين. في الشهرِ الموالي قالَ المدير العام بوزارة الاتصالات والمعلومات الإندونيسية سيمويل أبرياني بانجيرابان إن 11 من خوادم تيليجرام قد تم حظرها لأن العديد من القنوات في الخدمة شجعت على التطرف والإرهاب والكراهية فضلًا عن نشرها لصور عنيفة ومزعجة وقيامها بالدعاية المخالفة للقوانين واللوائح الاندونيسية. وبحلول آب/أغسطس 2017 رفعت إندونيسيا الحظر بعدما استجابت تيليجرام للشكوى وعملت على حذف ما سمّته «المحتوى السلبي».
في نوفمبر 2019، شاركت تيليجرام في حملة الشرطة الأوروبية، والتي قام بتيليجرام فيها بتوسيع وتقوية جهود كشف وإزالة المحتوى الإرهابي. وتم إزالة أكثر من 43 ألف بوت وقناة وحساب من تيليجرام. واستناداً إلى مسؤولي الولايات المتحدة، كانت الحملة على التيليجرام فعالة ولها أثر طويل الأمد. واستناداً إلى الشرطة الأوروبية، قام بتيليجرام بجهود ضخمة في إزالة المسيئين من المنصة.

### المتعصبون البيض
نشرت مقالة على مجلة ماذر جونز في 19 يناير، 2020 تقول أن رابطة مكافحة التشهير لقبت تيليجرام بالملاذ الآمن للمتعصبيين البيض وأداة قيمة للمتطرفيين اليمينيين. وقالت المقالة بأن النازيين الجدد والفاشيين استخدموا مجموعات على تطبيق تيليجرام لتنظيم تجمع سلاح في ريتشموند، فيرجينيا. في 20 يناير، 2020. انتقلت مجموعة ذا بيس النازية الجديدة الانفصالية إلى تيليجرام بعد حجب وحظر حساباتها على معظم منصات التواصل الاجتماعي، من ضمنها تويتر، ويوتيوب، وغاب. بعد اعتقال العديد من أعضاء ذا بايس في يناير 2020، ظهرت ملاحظة على حساب المجموعة الرسمي على تيليجرام تحذر الناس من وقف النشر. وفي أغسطس 2019، نشر المتعصب الأبيض كريستوفر كانتويل تعليقات معادية للسامية على تيليجرام.
لاحظت رابطة عدم التشهير أن تيليجرام تأسس من قبل نفس الأخويين الرؤسيين اللذين أسسا شبكة فكونتاكتي، والذي هو معروف بقلة انضباطه فيما يتعلق بالتعصب للعرق الأبيض. في حين شروط خدمة تيليجرام تمنع الترويج للعنف، إلا أنهم سمحوا بمقاطع مرئية نُشرت من قبل من قبل مطلقا النار الجماعيين، برينتون تاررنت (هجوما كرايستشيرش 2019)، وستيفن باليت في ألمانيا، على الرغم من أن منصات التواصل الاجتماعي الأخرى حذفتهما.
بالإضافة إلى أن تيليجرام استخدم من قبل براود بويز، وهي منظمة يمينية تقوم بتنظيم مظاهرات في كل أنحاء الولايات المتحدة. وفي المملكة المتحدة، يعد تيليجرام واحداً من المنصات الأساسية لمصادر اليمين المتطرف، مواقع مثل TR.news، المدارة من قبل تومي روبنسون، وبريطانيا أولا كلها صفحات محجوبة من قبل معظم منصات التواصل الاجتماعي، إلا أنها موجودة على تيليجرام وحصدت في عام 2018 و2019 مشاهدات أكثر من وسائل إعلام معروفة، مثل الجارديان أو دايلي ميل.

## وصلات خارجية
- الموقع الرسمي
- هذا المقال غير مرتبط بويكي بيانات

لا توجد روابط لمواقع التواصل الاجتماعي.